# Rekvizita
Rekvizita (z latinského requisitum – potřebná věc) je předmět, který používá herec k rozvíjení své herecké akce. Na rozdíl od kulisy s rekvizitou přichází přímo do styku, dochází k interakci mezi hercem a předmětem. Rekvizitou může být například talíř s jídlem a příbor, jí-li z něj herec během svého vystoupení. Stejně tak ale rekvizitou mohou být předměty abstraktní, například míčky užívané při žonglování.

## Období
Nejdříve známé použití termínu “vlastnosti” v angličtině odkazovat se na příslušenství jeviště je v 1425 CE hře etiky, Hrad vytrvalosti.
Oxford English Dictionary nachází první použití „rekvizit“ v roce 1841, zatímco singulární forma „rekvizity“ se objevila v roce 1911.
Během renesance v Evropě fungovaly malé herecké soubory jako družstva, sdružovaly zdroje a rozdělovaly jakýkoli příjem. Mnoho umělců poskytlo své vlastní kostýmy, ale další položky, jako jsou jevištní zbraně nebo nábytek, mohly být získány speciálně a považovány za „majetek společnosti“.
Někteří naznačují, že tento termín pochází z myšlenky, že objekty na jevišti nebo na obrazovce „patří“ tomu, kdo je na jevišti použije.

## Rozdělení rekvizit
Rekvizity se dělí do pěti skupin:
- výpravné – tyto rekvizity se nepohybují, např. nábytek
- hrací – tyto rekvizity se přímo účastní akce, např. puška, nůž
- osobní – tyto rekvizity patří herci v době natáčení, např. brýle
- živé – živá zvířata
- spotřební – tyto rekvizity jsou při natáčení znehodnoceny, např. jídlo.

## Rekvizity ve filmu
U filmu hlídá správné umístění předmětů a jejich pohyb po prostoru člověk označovaný funkcí skript.

## Rekvizity v divadle
V divadle v přípravné fázi má na starosti výrobu rekvizit rekvizitář. Během představení pak jejich rozmístění na
jevišti kontroluje inspicient.
Dělí se do tří skupin:
1.reálná
2.zástupná
3.imaginární

## Rekvizity ve webovém designu
Ve webovém designu se rekvizitou rozumí výhradně pohyblivý prvek, pohyblivá postava či pohyblivý charakter. Ve webovém designu rekvizitou v žádném případě nemohou být statické objekty a to ani tehdy, pokud je k nim vázán prolink. Cokoliv, co není pohyblivé, se ve webovém designu nazývá pozadím.